# 格雷戈尔·冯·雷佐里
格雷戈尔·冯·雷佐里（Gregor von Rezzori，1914年5月13日—1998年4月23日）是一位德语小说家、回忆录作家、编剧、广播剧創作者，同时也是演员、记者、视觉艺术家、艺术评论家和艺术收藏家。他精通德语、罗马尼亚语、意大利语、波兰语、乌克兰语、意第绪语、法语和英语。雷佐利曾先后成為奥匈帝国、罗马尼亚和苏联的公民，后来又成为无国籍者，並最終以奥地利公民的身份結束一生。